# Martingalespiel

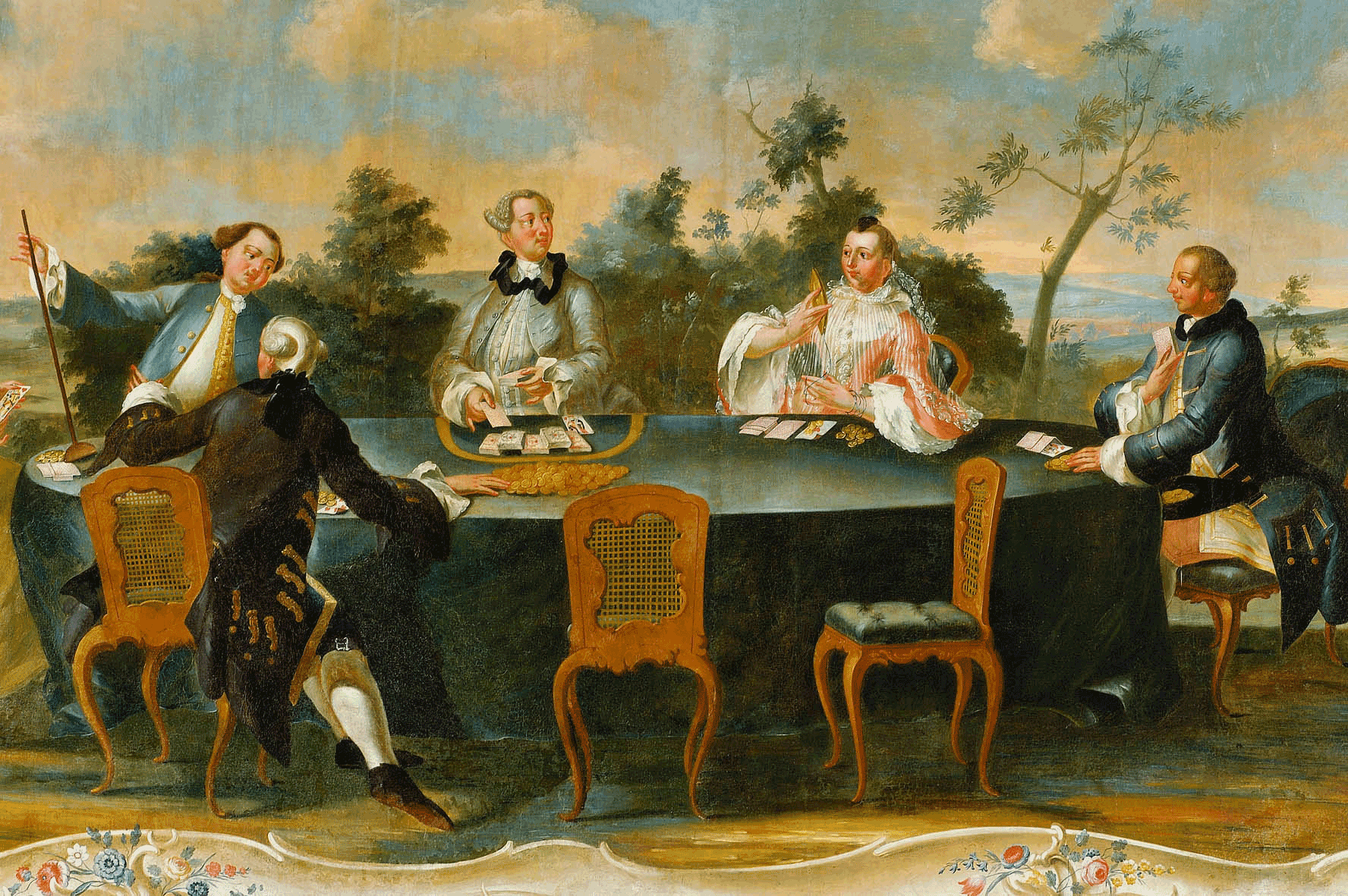
Eine Partie Pharo, Johann Baptist Raunacher (1729–1771), Schloss Eggenberg bei Graz

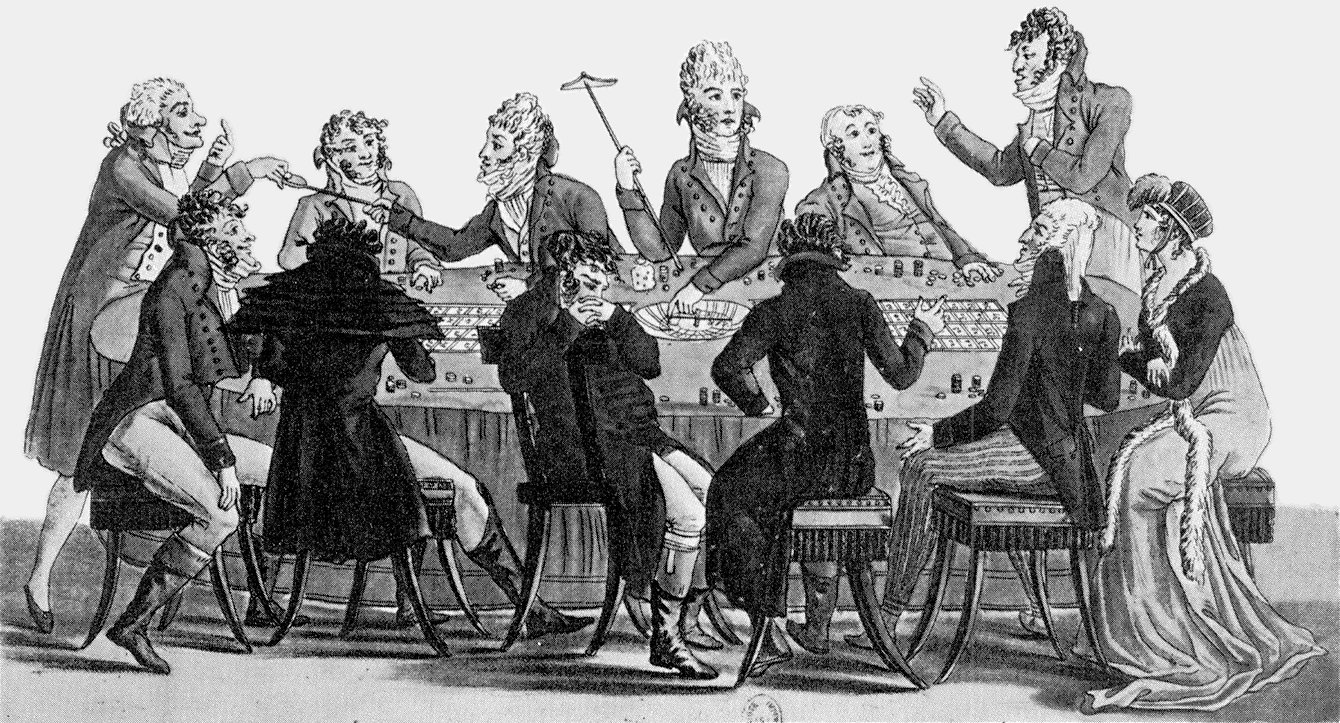
Roulette-Spiel um 1800

Als Martingalespiel oder kurz Martingale bezeichnet man seit dem 18. Jahrhundert eine Strategie im Glücksspiel, speziell beim Pharo und später beim Roulette, bei der der Einsatz im Verlustfall erhöht wird.

## Klassische Martingale

### Beschreibung
Die klassische und einfachste Form der Martingale, die Martingale classique, ist das Doublieren oder Verdoppeln und sei anhand des Roulette-Spiels illustriert.
Der Spieler beginnt mit einem Einsatz von einer Einheit (einem Stück) auf eine einfache Chance, z. B. Rouge oder Noir.
Der Martingale-Spieler setzt zumeist auf die Perdante (siehe Marche), das ist diejenige Chance, die zuletzt verloren hat: ist die Kugel zuletzt auf Rouge  gefallen, so setzt er daher auf Noir.
Verliert er, so setzt er im nächsten Coup zwei Stück, verliert er wieder, so setzt er vier Stück usw. Sobald er gewinnt, sind alle bis dahin eingetretenen Verluste getilgt, und der Spieler darf sich über einen Gesamtgewinn von einem Stück freuen. Nach einem Gewinn setzt er seinen Angriff auf die Spielbank wieder mit einem Stück fort.
Dieses scheinbar sichere System funktioniert aber nicht – wovon sich unzählige Spieler trotz gegenteiliger eigener Erfahrung nicht überzeugen lassen: Viele Spieler übersehen, dass ein fortgesetztes Verdoppeln spätestens bei Erreichen des von der Spielbank vorgegebenen Maximums (d. h. des Höchsteinsatzes) nicht mehr möglich ist, zumeist jedoch schon wesentlich früher an der Begrenztheit des eigenen Spielkapitals scheitert.
Wer z. B. mit einem Spielkapital von 1000 Stück konsequent Martingale spielt, der wird zwar mit relativ hoher Wahrscheinlichkeit eine gewisse Spielstrecke (z. B. 50 Coups) mit einem bescheidenen Gewinn in Höhe von ca. 25 Stück abschließen, er trägt aber das meist völlig unterschätzte Risiko, das gesamte Vermögen zu verlieren: Insgesamt ist die Gewinnerwartung negativ; d. h. auf lange Sicht gewinnt die Spielbank.
Gerade in dem Umstand, dass ein Martingale-Spieler relativ häufig kleine Gewinne erzielt und auf den (im mathematischen Sinn) sicher eintretenden Totalverlust eine geraume Zeit warten muss, liegt die Erklärung für das Phänomen des sprichwörtlichen Anfängerglücks: Wer im Laufe eines Spielabends nicht ständig mit gleich hohen Einsätzen spielt, sondern die Einsätze in welcher Art auch immer steigert, hat – so wie ein Martingale-Spieler – relativ gute Chancen, etwaige Verluste zurückzugewinnen und zu guter Letzt doch mit einem positiven Saldo abzuschließen.

### Beispiel
Ein Spieler möge beim Roulette die Martingale auf eine einfache Chance, z. B. auf Impair (Ungerade) spielen. Zur Veranschaulichung seien zunächst ein paar vereinfachende Annahmen getroffen:
- Zéro bedeute so wie irgendeine andere Pair-Zahl (gerade Zahl) Verlust (d. h. es gebe kein Prison)
- Der Starteinsatz, ein „Stück“, betrage 10 €, nach Verlust werden nacheinander 20, 40, 80 € usw. gesetzt.
- Das von der Spielbank festgelegte Maximum betrage gerade 20.480 €, sodass die Martingale höchstens 12 Spiele umfassen kann.

Die Wahrscheinlichkeit, ein einzelnes Spiel zu verlieren, beträgt 19/37 ≈ 51 %.
Die Wahrscheinlichkeit, 12 Spiele in Folge zu verlieren, beträgt
{\displaystyle \left({\frac {19}{37}}\right)^{12}\approx 0{,}0336\,\%} (d. h. ca. 1 : 2974).
Entsprechend beträgt die Wahrscheinlichkeit, eine Martingale mit Gewinn zu beenden
{\displaystyle 1-\left({\frac {19}{37}}\right)^{12}\approx 99{,}9664\,\%}.
Das scheint nun wirklich eine hervorragende Chance zu sein, aber: Im Falle des glücklichen Abschlusses gewinnt der Spieler nur 10 €, während er im Falle eines Verlustes 40.950 € verliert (nämlich {\displaystyle 10+20+40+\dotsb +20480=40950}).
Für die Spielbank ist nicht so sehr die Gewinn-Wahrscheinlichkeit, als vielmehr die Gewinn-Erwartung von Bedeutung. Der Erwartungswert für den Spieler ist jedoch negativ:
{\displaystyle 0{,}999664\cdot 10\,\mathrm {EUR} -0{,}000336\cdot 40950\,\mathrm {EUR} \approx -3{,}77\,\mathrm {EUR} }
d. h. ca. 37,7 % des Anfangssatzes bei einer Spielserie.
Abgesehen davon ist kaum anzunehmen, dass ein Spieler, der mit einem Kapital von 40.950 € das Casino betritt, mit einem Einsatz von nur 10 € zu spielen beginnt, sodass für ihn bereits eine wesentlich kürzere Verlustserie den Verlust des gesamten Spielkapitals bedeutet (d. h. den Ruin im mathematischen Sinn).
Allgemein lässt sich aus der maximalen Spielanzahl {\displaystyle n} (hier {\displaystyle n=12}) und dem Starteinsatz {\displaystyle S} (hier {\displaystyle S=10\,\mathrm {EUR} }) der (stets negative) Erwartungswert berechnen:
{\displaystyle E(n,S)=\left(1-\left({\frac {38}{37}}\right)^{n}\right)\cdot S}
Die Tatsache, dass ein Spieler im Fall des Auftretens von Zéro nur den halben Einsatz verliert, kann man so abbilden, dass ein Spieler mit Wahrscheinlichkeit 18,75 zu 37 seinen Einsatz verliert und mit Wahrscheinlichkeit 18,25 zu 37 eine Einheit gewinnt – der Bankvorteil in einem einzelnen Spiel entspricht dann gerade 0,5/37 ≈ 1,35 %, so wie es auch im tatsächlichen Spiel mit Prison der Fall ist.
Man erhält dann folgende Werte:
- Mit Wahrscheinlichkeit ≈0,0287 % (d. h. 1 : 3487) wird die Martingale verloren,
- mit Wahrscheinlichkeit ≈99,9713 % wird die Martingale gewonnen.

Der erwartete Verlust beträgt somit ca. 1,75 €, d. h. ca. 17,5 % des Anfangssatzes je Spielserie.

## Varianten des Martingalespiels
Abgesehen vom Doublieren wurde noch eine Unzahl weiterer Martingale-Strategien entwickelt, die wichtigsten Beispiele – weil einerseits historisch interessant und andererseits weit verbreitet – sind
- die Grande Martingale (Verschärfte Martingale), bei der der Spieler im Verlustfall seinen Einsatz nicht einfach verdoppelt, sondern noch ein weiteres Stück zusetzt: Er beginnt mit einem Stück; verliert er, so setzt er als Nächstes drei Stücke; verliert er wieder, so setzt er sieben Stücke usw. Die Folge der Einsätze lautet daher 1 − 3 − 7 − 15 − 31 − 63 usw.

Weitere Martingale-Strategien sind.
- die Montante Américaine oder Labouchère, Labby, Annulation Américaine,
- die Montante Hollandaise oder Annulation Hollandaise,
- die Progression d’Alembert, benannt nach dem Mathematiker Jean Baptiste le Rond d’Alembert,
- das Fitzroy-System,
- das System Montant et démontant.

All diese Spiel-Strategien, sei es, dass der Einsatz im Verlustfall gesteigert wird, oder sei es, dass im Falle eines Gewinns erhöht wird (siehe Parolispiel) oder dass konsequent mit demselben Einsatz (Masse égale) gespielt wird, sind tatsächlich nicht erfolgversprechend: Der mathematische Beweis für die Nichtexistenz sicherer Gewinnstrategien kann mithilfe der Martingal-Theorie erbracht werden.

## Etymologie
Das Wort Martingale stammt aus dem Provenzalischen und leitet sich von der französischen Stadt Martigues im Département Bouches-du-Rhône am Rande der Camargue ab, deren Einwohner früher als etwas naiv galten. Der provenzalische Ausdruck jouga a la martegalo bedeutet so viel wie „sehr waghalsig spielen“.
Da die Martingale das bekannteste Spielsystem war und ist, wurde der Begriff auch als Synonym für „Spielsystem“ gebraucht, und so gab dieses Spielsystem der Martingal-Theorie, einem Teilgebiet der Wahrscheinlichkeitstheorie, ihren Namen.
Der gleichfalls Martingale genannte Hilfszügel im Reitsport soll ebenfalls nach der Stadt Martigues benannt sein, doch hat diese Bedeutung des Wortes Martingale nichts mit dem Spielsystem zu tun.

## Giacomo Casanova

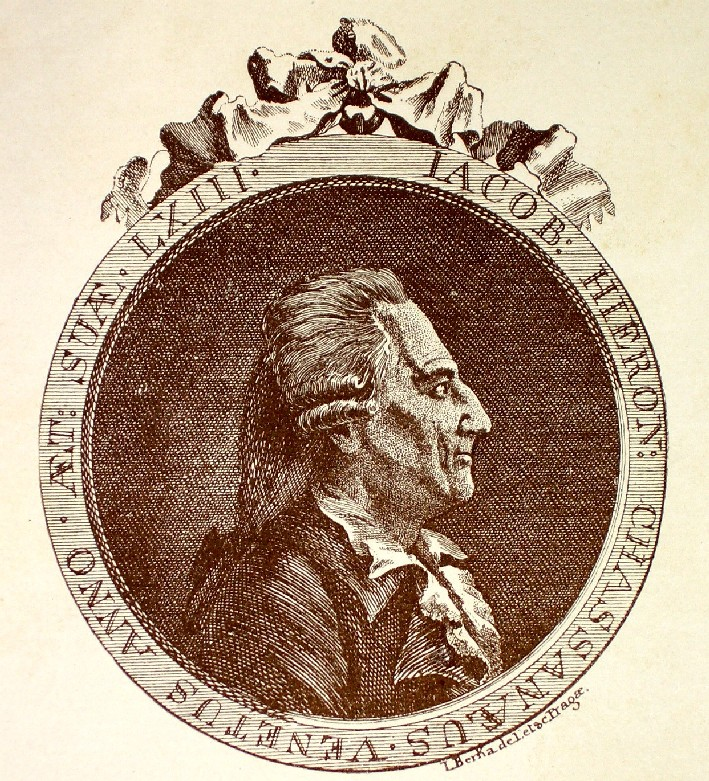
Giacomo Casanova, 1788

Einer der vielen Spieler der Martingale war Giacomo Casanova, er notiert in seiner Geschichte meines Lebens:
Vorher bat M. M. mich noch, in ihr Kasino zu gehen, dort Geld zu holen und mit ihr auf Halbpart zu spielen. Ich tat es und nahm alles Geld, das ich fand. Damit spielte ich die Martingale, indem ich stets die Sätze verdoppelte; ich gewann bis zum Ende des Karnevals täglich. Ich hatte das Glück, niemals die sechste Karte zu verlieren; und wenn mir das passiert wäre, so hätte ich kein Spielkapital mehr gehabt; denn dieser sechste Satz betrug zweitausend Zechinen. Ich freute mich, den Schatz meiner teuren Geliebten vermehrt zu haben.
Nach anfänglichem Spielerglück vermerkt Casanova freilich wenig später:
Ich spielte immer noch meine Martingale, aber so unglücklich, dass ich bald keine Zechine mehr hatte. Da ich auf gemeinsame Rechnung mit M. M. spielte, musste ich ihr Rechenschaft über den Stand meiner Finanzen ablegen.
Auf ihr Drängen verkaufte ich nach und nach alle ihre Diamanten. Den Erlös verlor ich wieder; sie behielt für sich nur fünfhundert Zechinen für den Fall der Not zurück. Von Entführung war keine Rede mehr; denn wie hätten wir uns mittellos durch die Welt schlagen sollen?
Aufgrund dieses literarischen Zeugnisses wird das Verdoppeln auch Martingale de Casanova genannt.